# Chu Siu Kei
Chu Siu Kei est un footballeur hongkongais né le 11 janvier 1980. Il évolue au poste de milieu de terrain.

## Carrière

### Joueur
- 1997-1999 : Hong Kong Rangers  Hong Kong
- 1999-2001 : Yee Hope FC  Hong Kong
- 2001-2002 : Double Flower FA  Hong Kong
- 2002-2009 : Sun Hei  Hong Kong
- 2009-2010 : Shatin SA  Hong Kong
- Depuis 2010 : Kitchee SC  Hong Kong

## Sélections
Chu Siu Kei fait ses débuts en équipe nationale de Hong Kong le 19 novembre 1998 contre le Viêt Nam.
45 sélections et 5 buts avec  Hong Kong entre 1998 et 2013.

## Palmarès

### Club
- Avec Sun Hei :
  - Champion de Hong Kong en 2004 et 2005.
  - Vainqueur de la Coupe de Hong Kong en 2003, 2005 et 2006.